# Chrysodema subrevisa
Chrysodema subrevisa es una especie de escarabajo del género Chrysodema, familia Buprestidae. Fue descrita científicamente por Thomson en 1879.